# ミハウ・エルヴィロ・アンドゥリオッリ

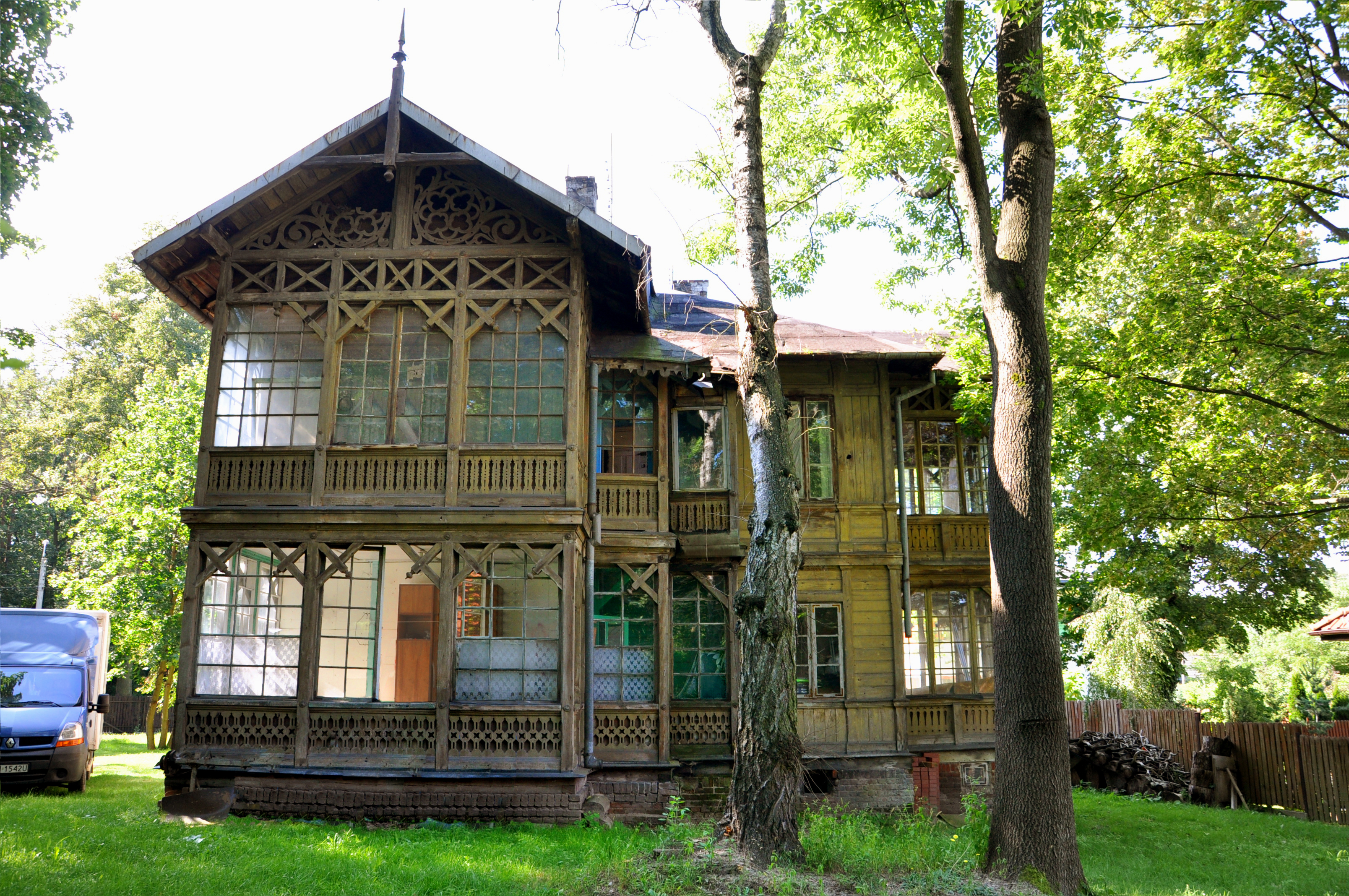
シフィデルマイエル様式の建築

ミハウ・エルヴィロ・アンドゥリオッリ（ポーランド語表記: Michał Elwiro Andriolli、リトアニア語表記: Mykolas Elvyras Andriolis、イタリア語表記: Elviro Michele Andriolli、1836年11月2日 - 1893年8月23日）はイタリア人を父親に持つリトアニア生まれのポーランドの画家、建築家である。ポーランドの詩人、アダム・ミツキェヴィチの『パン・タデウシュ』などの挿絵を描いたことや、19世紀後半から20世紀初頭にかけてポーランドの木製住宅の様式として人気になった、「シフィデルマイエル(Świdermajer:近くを流れる川の名に由来する)」という建物のスタイルを創ったことで知られる。

## 略歴
当時ロシア帝国の一部であったヴィリニュスで生まれた。父親はナポレオン戦争に参加したイタリア生まれの退役軍人で母親はポーランド貴族の娘だった。
1855年にモスクワの美術学校に入学し、サンクトペテルブルクの帝国美術アカデミーでも学び、1858年にアカデミーを卒業した。奨学金を得て1861年にローマに留学し、アカデミア・ディ・サン・ルカでも学んだ。ヴィリニュスに戻った後、1863年のロシア帝国に対する武装蜂起「1月蜂起」に参加し、逮捕されるが、刑務所を脱走し、ロンドンに逃れ、その後パリに移った。ロシア支配下のポーランドに戻るが1866年に再び逮捕され、ヴィアトカ(キーロフ)に流刑となるが、1871年に恩赦され、その後はワルシャワに住んだ。
ワルシャワではイラストレーターとして働き、「Tygodnik Illustrowany」や「Kłosy」、「 Biesiada Literacka」といった新聞に挿絵を描き、当時のポーランドで最も有名なイラストレータになり、ポーランドの出版社から出版されたアダム・ミツキェヴィチやユリウシュ・スウォヴァツキ、ユゼフ・イグナツィ・クラシェフスキといった文学者の作品の挿絵も描いた。アダム・ミツキェヴィチの長編叙事詩、『パン・タデウシュ』の挿絵は1879年から1882年に手掛けられ、現在も評価が高い。
1883年にパリに住むアダム・ミツキェヴィチの息子の邸に招かれ、1883年から1886年はパリで活動し、ウィリアム・シェイクスピアやジェイムズ・フェニモア・クーパーといった作家の仏訳本の挿絵なども描いた。ポーランドに戻った後は、リトアニアのカウナスの教会などの装飾画も描いた。
晩年は、シフィデル川に近い、ワルシャワの南東20㎞あまりの町、Otwockに別荘を自らの設計で建てた。地元の伝統建築にロシアやスイスの意匠を折衷的に加えた「シフィデルマイエル(Świdermajer)」という建物のスタイルは19世紀後半から20世紀初頭にかけてポーランドの木製住宅の様式として人気になった。
ナウェンチュフ(Nałęczów)で没した。

## 作品

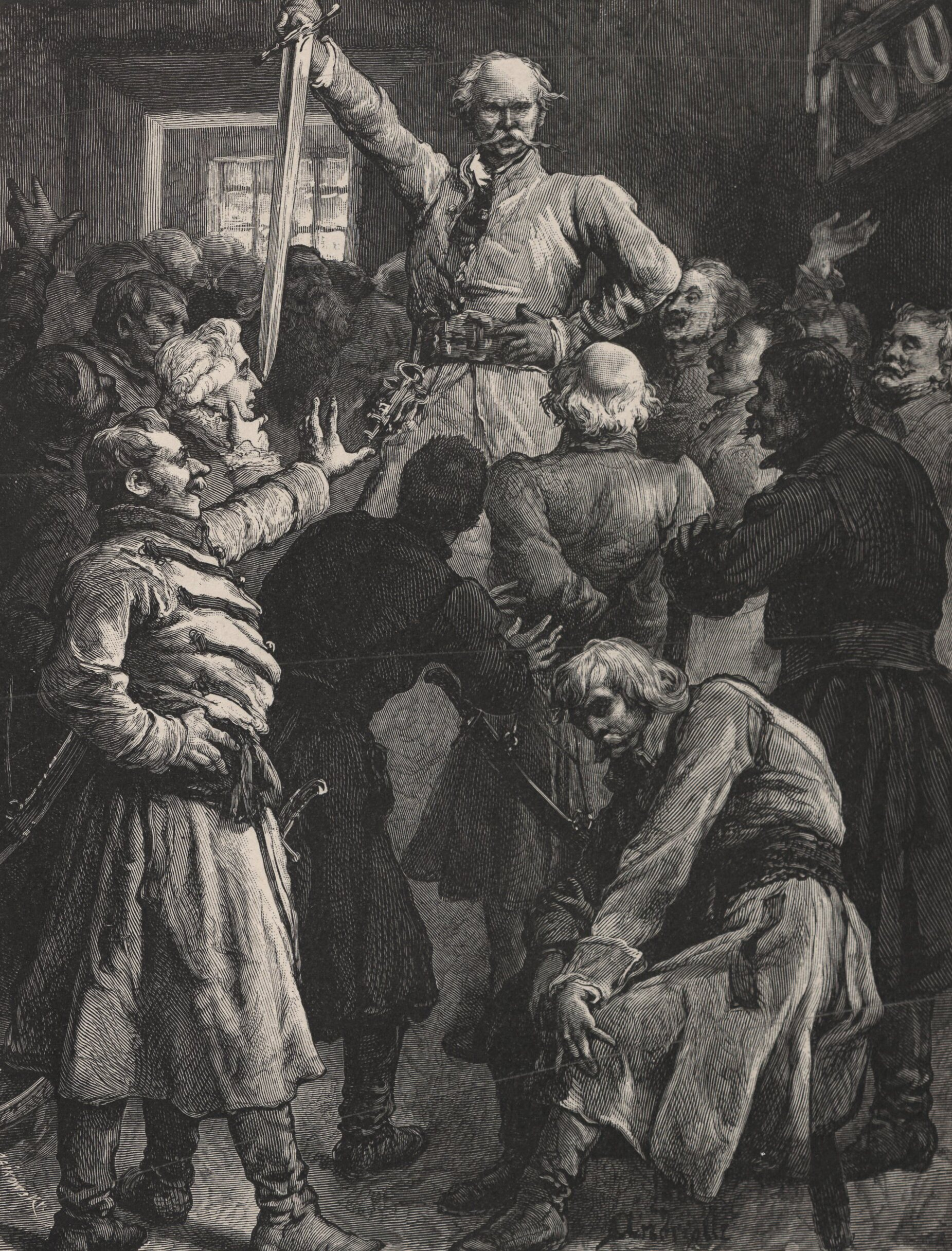
『パン・タデウシュ』の挿絵
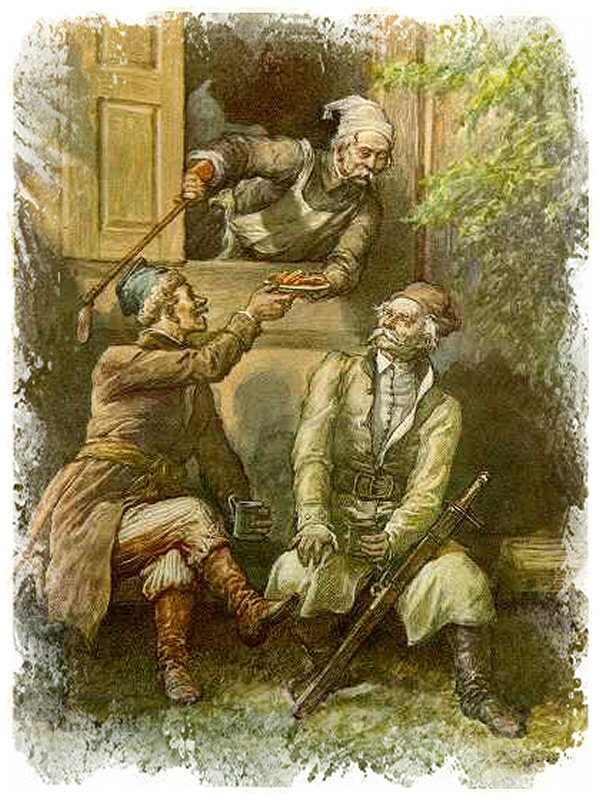
『パン・タデウシュ』の挿絵
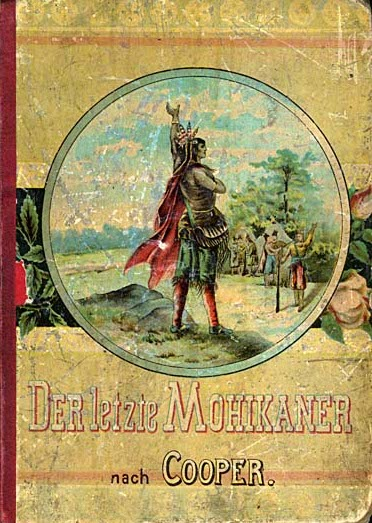
ジェイムズ・フェニモア・クーパーの著書、挿絵
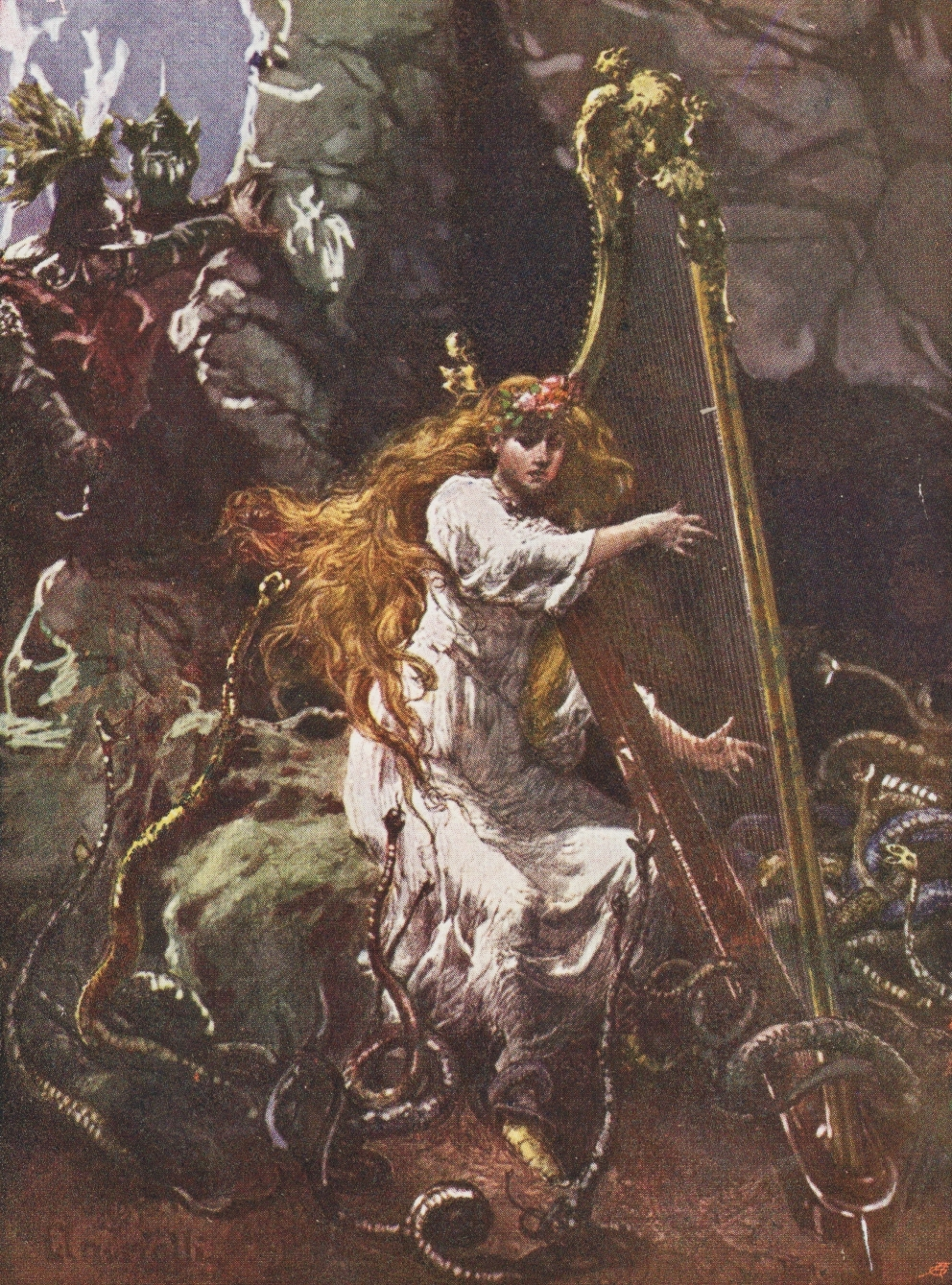
Lilla Weneda

## 関連文献
- Gabriela Socha (1988). Andriolli i rozwój drzeworytu w Polsce (in Polish). Lwów-Wrocław: Ossolineum. p. 277. ISBN 83-04-02685-6.
- Janina Wiercińska (1981). Andriolli; opowieść biograficzna (in Polish). Warsaw: Ludowa Spółdzielnia Wydawnicza. ISBN 83-205-3215-9.
- Michał Elwiro Andriolli. Władysława Jaworska, Janina Wiercińska (ed.). Andriolli – świadek swoich czasów; listy i wspomnienia (in Polish). Wrocław-Warsaw: Polish Academy of Sciences, Ossolineum. p. 429.